# 広橋佳苗
広橋 佳苗（ひろはし かなえ、2002年9月22日 - ）は、日本の女優。
東京都出身。

## 略歴
2016年
- 中学1年生の時に女優を目指し「イトーカンパニー」に応募、4月より所属する。

2017年
- 1月、土曜ワイド劇場『広域警察8』にてテレビドラマ初出演。
- 4月、同じ事務所所属の結城亜実、水原雅、瑚々、竹内詩乃と共に、定期イベント「第3火曜はTOWERでSHOW!!」に出演[1]。

2018年
- 2月、7日にInstagramアカウントを開設。
- 3月、『台湾より愛をこめて』にて映画初出演[2]。20日に中学校卒業。
- 4月、『やけに弁の立つ弁護士が学校でほえる』にて連続テレビドラマ初出演。
- 12月、1日にTikTokアカウント、2日にTwitterアカウントを開設。インターネットテレビ番組『シブオビ』の火曜ウダガールとしてレギュラー出演。『小柳ゆき I'm Fun Area』にてラジオ初出演。

2019年
- 10月、28日に結城亜実と共にYouTubeチャンネル「かなあみ姉妹」、TikTokアカウント「かなあみとっく」を開設。

2020年
- 4月、1日にTikTokへ投稿した動画がバズり「いいね」が初めて10Kを超える[3]。
- 5月、15日にTikTokのファンマークが「🦁」に決まる(暫定)。
- 6月、16日にTikTokのフォロワーが1万人到達。
- 11月、岡ひか from Boom Trigger『アオハルラプソディー』にてMV初出演。

2021年
- 3月、17日に高校卒業。
- 6月、30日にYouTubeチャンネル「かなあみ姉妹」として最後の動画を投稿。
- 7月、6日にYouTubeチャンネル「かなあみ姉妹」が個人チャンネル「広橋佳苗」に移行。7日に個人チャンネルとして動画初投稿。

2023年
- 7月、8日にThreadsアカウントを開設。
- 11月、30日をもって「イトーカンパニー」を退所。

## 人物
- 家族は父、母、弟(4歳下)、弟(12歳下)。
- 父が日中クォーターで、母が中国人の日中ミックス。
- 特技はピアノ、バレエ、水泳、中国語。
  - ピアノは4歳頃から約10年習っていた。
  - バレエは幼少期と小学校高学年から芸能活動を始めるまでの計6年間習っていた。
  - 3歳から小学5年生まで水泳、小学3年生から小学4年生までシンクロナイズドスイミングを習っていた。
  - 幼少期(4歳頃)に半年程の中国在住経験あり[注釈 1]。中国語での日常会話ができる。
- 得意な教科は体育、音楽、英語、化学。
- 部活は中学生の時、芸能活動を始めるまでバドミントン部に所属[注釈 1]。
- 好きな食べ物はお寿司、ハンバーガー、焼肉。好きなスイーツはチョコレート、生クリーム、アイス。好きな果物は苺。
  - 甘党で飲み物等はかなり甘めにして飲んでいる。
  - マヨラー。
- メイク、コスメ好き。
- 映画・ドラマ好き。
  - 映画は洋画より邦画が好みではあるが、好きな映画は『ホーム・アローン』シリーズ、『スパイダーマン』シリーズ、『ナルニア国物語』シリーズ。
- ディズニー好き。
  - 好きなキャラクターはスティッチ、ミニーマウス。
- スポーツ観戦好き
  - 野球以外のスポーツをよく観る。
- 読書好き。
- ゲーム(スマホ、Nintendo Switch等)好き。
- 好きな色は白、黒、ブラウン、赤。
- 高所恐怖症である。
- 花粉症、犬猫アレルギーあり。
  - 猫を飼いたかったがアレルギーの為に断念している。
- 栄養士免許所持

## 出演

### テレビドラマ
- 広域警察8（2017年1月14日、テレビ朝日） - 美雪（中学生時代） 役
- やけに弁の立つ弁護士が学校でほえる（2018年4月21日 - 2018年5月26日、NHK総合） - 小中歩美／生徒 役
- ザ・ハイスクール ヒーローズ（2021年7月31日 - 2021年9月18日、テレビ朝日） - 萩原彩佳／生徒 役

### その他テレビ番組
- スポヂカラ！「極寒の地が生んだ銀メダル〜カーリング 北海道北見市〜」（2022年3月19日、NHK BS1） - 再現ドラマパート 本橋麻里 役

### 映画
- 台湾より愛をこめて（2018年3月24日、ユナイテッドエンタテインメント） - マイ 役[2]
- L♡DK ひとつ屋根の下、「スキ」がふたつ。（2019年3月21日、東映 ） - 生徒 役
- 私たちは、（2019年8月3日、ユナイテッドエンタテインメント） - 広橋佳苗／ゆめ 役
- ショートムービープロジェクト「嘘の起源」『絵掻きうた』（2023年5月13日、ダブ） - 琉歌 役[4]

### ラジオ
- 小柳ゆき I'm Fun Area（2018年12月14日、エフエム富士）[注釈 2]

### インターネットテレビ
- シブオビ（2018年12月3日 - 2019年3月29日、dTVチャンネル）- 火曜ウダガール(レギュラー)[注釈 3]

### WEB配信
- Jinnan Style（2016年12月9日 - 2018年9月14日、itohcompany）[注釈 4]
- 溝口恵のgirls!Showroom
  - #12（2018年11月3日）
  - X'masスペシャル（2018年12月24日）
- 日本の女子高生と原宿デートしてみたら超インスタ映え。（2018年12月4日、サンエン台湾）[5]
- 日本のイマドキの子に３万円渡したら、どう使う？（2018年12月11日、サンエン台湾）[6]
- 【NEWスーパーマリオブラザーズＵデラックス】みんなで協力プレイやってみた（2019年5月3日、みぞめぐチャンネル）[7]
- 【リスペクト】アンジュルム キソクタダシクウツクシク（2019年3月22日、ITOH COMPANY PLUS）[8]
- BTS boy with LUV 踊ってみた（2019年8月2日、ITOH COMPANY PLUS）[9]
- 【瑚々 15歳誕生日記念】映画「私たちは、」舞台挨拶スピンオフ企画『近畿の都道府県当てクイズ』（2019年8月7日、ITOH COMPANY PLUS）[10]
- 【密着ドキュメント】映画「私たちは、」初日舞台挨拶&ケボーンダンス！（2019年8月9日、ITOH COMPANY PLUS）[11]
- 岸田タツヤくんの後輩でケボーンダンス！（2019年8月10日、ケボーンダンス東映Official）[12]
- 【都道府県クイズ】映画「私たちは、」舞台挨拶スピンオフ企画『東北の都道府県当てクイズ』（2019年8月12日、ITOH COMPANY PLUS）[13]
- かなあみ姉妹（2019年10月28日 - 2021年6月30日）
- かなあみとっく（2019年10月28日 - 2021年6月30日）
- 【NEWスーパーマリオブラザーズＵデラックス】前回からの続き3人で協力プレイ？（2020年4月6日、みぞめぐチャンネル）[14]
- 映画「私たちは、」（2020年7月31日 - 2020年11月30日、MIRAIL(ミレール)）[15][16]
- 広橋佳苗（2021年7月6日 - ）[注釈 5]
- 【ハロウィン】ハロウィンダンス！crazy party night-pampkins strike back/きゃりーぱみゅぱみゅ（2022年10月19日、そらちゃんねる）[17]
- 【ハロウィン】ハロウィンダンス！HALLOWEEN PARTY-プペル（2022年10月22日、そらちゃんねる）[18]

### MV
- 岡ひか from Boom Trigger『アオハルラプソディー』（2020年11月13日）[19]
- 井上紗矢香『旗印』（2022年1月31日）[20]

### 広告
- Samsung Galaxy S8 「マルチウィンドウ」機能 WEBムービー（2017年9月 - ）[21]
- 正智深谷高等学校 CM（2018年7月 - ） - 斉藤チエ 役 [22][注釈 6]

### イベント
- 第3火曜はTOWERでSHOW!!
  - レギュラー開催（2017年4月 - 2017年12月、東京タワー大展望台1F Club333）[1][注釈 7]
  - ファイナル（2017年12月23日、浅草六区ゆめまち劇場）
- Xmas FAN MEETING 2017 ～especially for you～（2017年12月23日、浅草六区ゆめまち劇場）[注釈 8]
- 映画『私たちは、』
  - 完成披露試写会・決起集会（2019年3月21日、TCC試写室・カラオケの鉄人 新橋店）[24] [注釈 9]
  - 女子高生・女子大生限定試写会（2019年6月24日、渋谷某所）
  - 先行披露試写会（2019年7月30日、ユーロライブ）[26]
  - 舞台挨拶（2019年8月3、5、7、10、12日、K's cinema）[27]
- 徳永ゆうき歌謡コンサート2020（2020年2月16日、ひの煉瓦ホール(日野市民会館)小ホール）[注釈 10]
- ショートムービープロジェクト「嘘の起源」『絵掻きうた』舞台挨拶（2023年5月17日、ユーロスペース）

### その他
- Talent Power Ranking「期待のNewフェイス名鑑・2018春のSP」（2018年3月13日、株式会社アーキテクト）[28]

## 書籍

### 雑誌
- girls! vol.53（2018年3月22日、双葉社）